# سان سورینو مارکه
سان سورینو مارکه (به ایتالیایی: San Severino Marche) یک کومونه در ایتالیا است که در استان ماچه‌راتا واقع شده‌است. سان سورینو مارکه ۱۹۳٫۸ کیلومتر مربع مساحت و ۱۲٬۸۹۶ نفر جمعیت دارد و ۲۳۶ متر بالاتر از سطح دریا واقع شده‌است.

## خواهرخوانده
شهرهای Balmaseda و فرنتینو خواهرخوانده‌های سان سورینو مارکه هستند.